# Pristimantis turumiquirensis
Pristimantis turumiquirensis es una especie de anfibio anuro de la familia Craugastoridae.

## Distribución
Esta especie es endémica del Monte Turimiquire en Venezuela. Habita entre los estados de Sucre y Monagas, a unos 1 830 m de altitud.

## Descripción
El holotipo femenino de Pristimantis turumiquirensis es de 40 mm. Su espalda es de color marrón claro con manchas oscuras en los hombros. Su lado ventral es blanco más o menos moteado o marrón reticular.

## Etimología
El nombre de su especie, compuesto por turumiquir[e] y el sufijo latín -ensis, significa "que vive adentro, que habita", y le fue dado en referencia al lugar de su descubrimiento, el Monte Turimiquire.

## Publicación original
- Rivero, 1961 : Salientia of Venezuela. Bulletin of the Museum of Comparative Zoology, vol. 126, p. 1-207[5]